# Daan Luijkx
Pour les articles homonymes, voir Luijkx.
Daan Luijkx (né le 19 avril 1966 à Sint Willebrord) est un coureur cycliste et dirigeant d'équipe cycliste néerlandais. Coureur professionnel de 1987 à 1990, il a dirigé l'équipe Vacansoleil.

## Biographie
Daan Luijkx naît le 19 avril 1966 à Sint Willebrord. Il est le petit-fils de Marinus Valentijn, cycliste professionnel dans les années 1930 et deux fois champion des Pays-Bas.
Passionné de cyclisme dans son enfance, Daan Luijkx devient coureur professionnel en 1987 dans l'équipe SEFB. En 1989, il rejoint l'équipe TVM, avec laquelle il dispute le Tour d'Italie 1989. Il arrête sa carrière de coureur à la fin de l'année 1990.
En 2004, il devient président du club cycliste Willebrord Wil Vooruit. Il lance l'année suivante l'équipe continentale Fondas, liée à ce club. Cette équipe prend ensuite le nom de P3Transfer, puis Vacansoleil en 2009. Elle intègre le World Tour en 2011, et disparaît à la fin de l'année 2013. En octobre 2016, il annonce son intention de créer une nouvelle équipe Team Earth Pro Cycling dans un futur proche.